# Герб Фуншала
Ге́рб Фунша́ла — офіційний символ міста Фуншал, Португалія. Використовується як територіальний герб. У зеленому щиті п'ять золотих цукрових голів, промальованих пурпуровими смугами і розташованих хрестом. Довкола них чотири золоті виноградні грона з листям. По центру кожного грона португальський щиток. Щит увінчує срібна мурована міська корона з п'ятьма вежами.  Під щитом біла стрічка, на якій великими літерами напис португальською: «cidade do Funchal» (місто Фуншал).  Офіційно затверджений 24 березня 1936 року.  

## Галерея

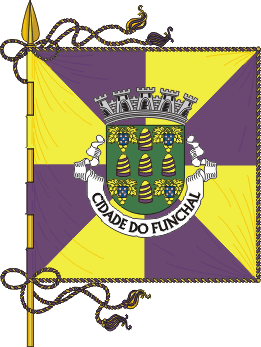
Прапор